# Университет Париж-Сакле
Университет Париж-Сакле (фр. Université Paris-Saclay) — французский университет. Планировалось, что он должен был стать аналогом Стэнфордского университета. Официальное распоряжение правительства о создании университета было подписано 5 ноября 2019 года.
С целью войти в топ-10 университетов мира, Университет Париж-Сакле объединил несколько ведущих «больших школ», государственных университетов и исследовательских центров, являющихся частью ведущих мировых научно-исследовательских организаций в различных областях.
Каждая организация-член осталась независимой по модели, которая была принята в Кембриджском университете, где каждый учредительный колледж сохраняет свою независимость, в то же время объединяясь в «университет».
По словам Доминика Верне, председателя фонда, развивающего Париж-Сакле, университет стремится попасть в топ-10 в Академическом рейтинге мировых университетов.
С октября 2023 года университет является партнером IPSA по двойным дипломам в области аэрокосмической отрасли.

## Организация
Университет Париж-Сакле объединил ресурсы из следующих французских университетов и Grandes Ecoles, а также частичные ресурсы из различных научно-исследовательских организаций и бизнес-кластера Systematic Paris-Region:
| Название                                 | Основание  | Профиль                               | Кол-во студентов     |
| ---------------------------------------- | ---------- | ------------------------------------- | -------------------- |
| Университет Париж-Юг                     | 1151/1971  | Наука, медицина, экономика и право    | 27307                |
| Университет Версаль-Сен-Кантен-ан-Ивелин | 1991       | Наука, обществознание и наука о жизни | 19000                |
| Университет Эври Валь д’Эссонн           | 1991       | Наука, обществознание и наука о жизни | 10500                |
| AgroParisTech                            | 1826       | Науки о жизни                         | 2420                 |
| CentraleSupélec                          | 1829, 1894 | Наука и техника                       | 4480 (2,505 и 1,975) |
| ENS Paris-Saclay                         | 1892       | Наука                                 | 1360                 |
| Институт Высшей Школы оптики             | 1917       | оптика                                | 440                  |
| Высшая коммерческая школа (HEC Paris)    | 1881       | Бизнес                                | 4000                 |

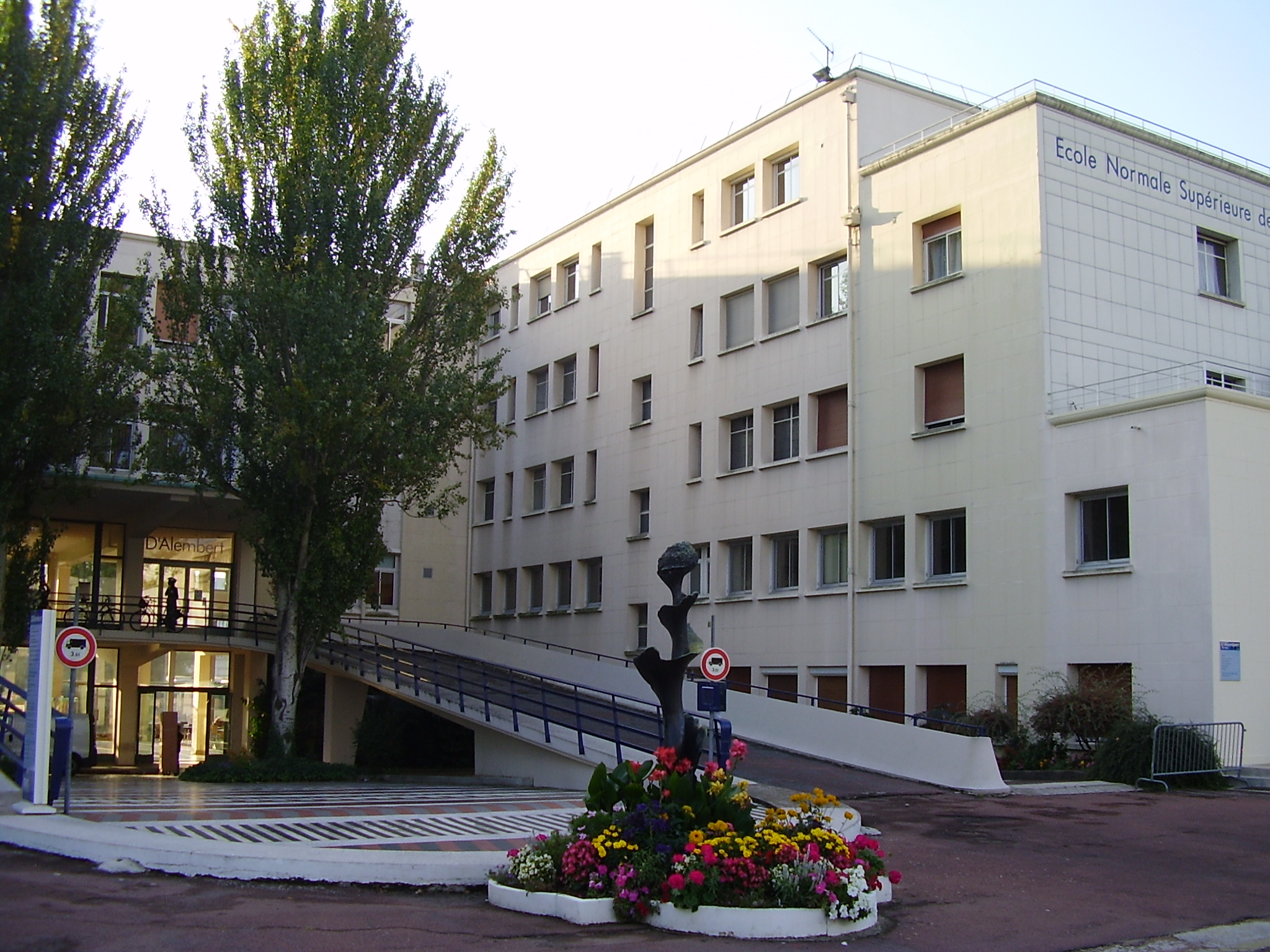
Институт д'Аламбера в Кашане (ENS Cachan)
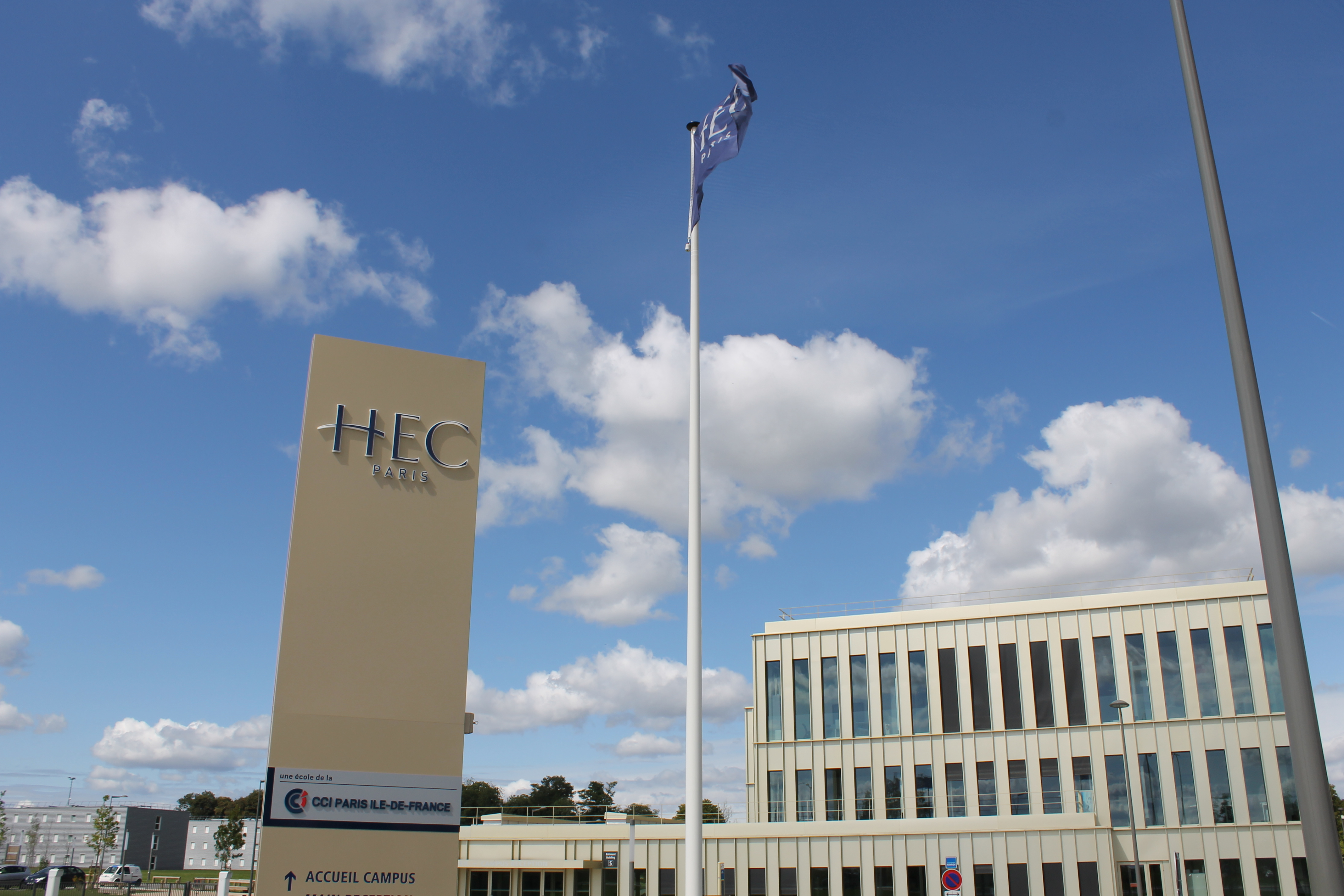
Здание Высшей коммерческой школы (École des hautes études commerciales de Paris) в Жуи-ан-Жоза
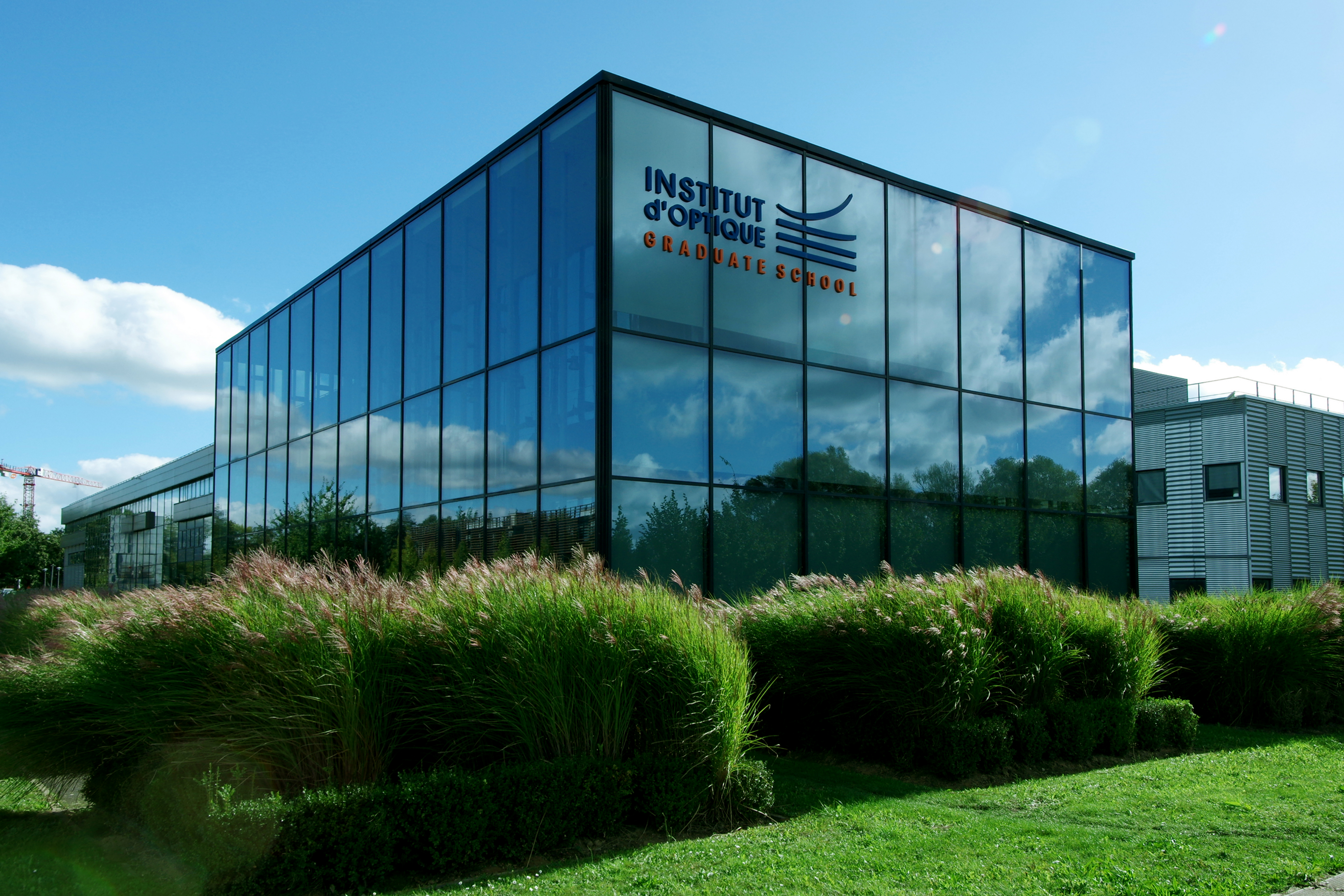
Здание Института оптики в Палезо

### Исследовательские организации
- CEA (Atomic Energy and Alternative Energies Commission)
- CNRS (French National Centre for Scientific Research)
- Inria (French Institute for Research in Computer Science and Automation)
- INSERM (French Institute of Health and Medical Research)
- Institut des Hautes Études Scientifiques (Institute of Advanced Scientific Studies)
- INRA (French National Institute for Agricultural Sciences)
- ONERA (National Board of Study and Aerospace Research)
- SOLEIL (синхротронная установка)

## Академические программы
Первый учебный год в университете начался в сентябре 2015 года. Каждый член школы Университета Париж-Сакле организует обучение в своей научной области. Направления обучения:
- Биоразнообразие, Сельское хозяйство и продовольствие, Общество, Окружающая среда (Биоразнообразие, Сельское хозяйство и пищевая промышленность, Общество, Окружающая среда);
- Биологии, медицины, фармацевтические исследования (Biologie, Médecine, Фармасьте);
- Право, политология (Droit Et Science Politique);
- Гуманитарные науки (Humanités);
- Инженерия, науки и информационные технологии (Ingénierie, Sciences Et Technologies De L’information);
- Наука о спорте и движении человека (Sciences Du Sport Et Du Mouvement Humain);
- Фундаментальные науки (Sciences Fondamentales);
- Общественные науки (Sciences Sociales).

Ожидается, что академические программы в каждой из 8 школ будут следовать англо-американской модели:
- Бакалавр — Бакалаврская программа предоставляется 3 государственными университетами Парижа-Сакле, такими как Университет Париж-Суд, Университет Версаль-Сен-Квентин и Университет Эври Валь-д’Эссон.
- Магистр — Магистерские степени преподаются на французском и английском языках. Всего будет предложено 49 магистрских программ[11].
- Докторская — PhD программы предлагаются через 20 докторских школ[9]. Докторантура, полученная после 30 сентября 2015 года, присуждается под названием «Университет Парижа-Сакле», с упоминанием об ассоциированном студенте университета или Grande école.

## Рейтинги университетов
В независимом моделировании, выполненном Академическим рейтингом мировых университетов (ARWU) в 2014 году, Университет Парижа-Сакле набрал 39,8 (или 43,2, если считать все исследовательские организации), в результате чего университет занял 27-ю позицию (или 21-ю)). 19 октября 2016 года исполнительный директор, ответственный за ежегодное обновление и новые разработки ARWU, посетил кластер Paris-Saclay.
В июне 2020 года Университет Париж-Сакле занял 14-е место в Шанхайском рейтинге 1000 лучших университетов мира, первое место в мире по математике согласно Академическому рейтингу мировых университетов (ARWU) и 9-е место в мире по физике (1-е место в Европе).

## Приём иностранных студентов
В соответствии с предложением Административного совета 19 декабря 2018 года, Париж-Сакле намерен разработать твердую политику привлекательности для студентов из стран ЕС и других стран. Таким образом, в течение 2019—2020 учебного года принятые кандидаты, из стран вне ЕС, которых касается постановление о плате за обучение в государственных высших учебных заведениях, подчиняющихся министерству высшего образования, будут платить те же сборы за обучение, что и национальные студенты, без необходимости подавать специальный запрос.